# 圣安德烈拉尚
圣安德烈拉尚（法語：Saint-André-Lachamp，法語發音：[sɛ̃t‿ɑ̃dʁe laʃɑ̃]）是法国阿尔代什省的一个市镇，属于拉让蒂耶尔区。

## 地理
圣安德烈拉尚（44°30'18"N, 4°9'49"E）面积17.09 平方千米，位于法国奥弗涅-罗讷-阿尔卑斯大区阿尔代什省，该省份为法国东南部内陆省份，北起顺时针与卢瓦尔省、伊泽尔省、德龙省、沃克吕兹省、加尔省、洛泽尔省和上盧瓦爾省接壤。
与圣安德烈拉尚接壤的市镇（或旧市镇、城区）包括：博蒙、福热尔、拉布拉谢尔、普朗佐勒、里布、萨布利耶尔、圣梅拉尼、圣皮埃尔-圣让。
圣安德烈拉尚的时区为UTC+01:00、UTC+02:00（夏令时）。

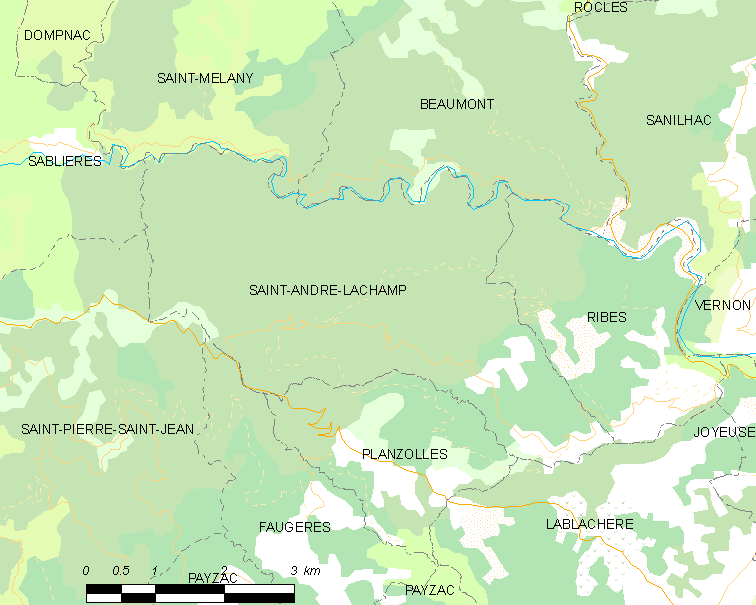
圣安德烈拉尚的OSM定位图

## 行政
圣安德烈拉尚的邮政编码为07230，INSEE市镇编码为07213。

## 政治
圣安德烈拉尚所属的省级选区为阿尔代什塞文县。

## 人口

1962-2008年间圣安德烈拉尚人口变化图示

圣安德烈拉尚于2022年1月1日时的人口数量为166人。